# Thompson & Morgan
Thompson & Morgan ist ein Unternehmen mit Hauptsitz in Ipswich, Suffolk. Eine Tochterfirma agiert in Jackson, New Jersey, USA. Thompson & Morgan wurde im Jahre 1855 
gegründet und bietet weltweit englische Blumen, Samen und Gartenzubehör über ihre Webseite an. 

## Geschichte
Thompson & Morgans Geschichte begann in einem kleinen Garten hinter einer Bäckerei in Ipswich.
Das Spezialgebiet des Gründers William Thompson war die Anzucht von seltenen und ungewöhnlichen Pflanzen, deren Samen er aus Übersee erhielt. Später begann William die Zeitschrift The English Flower Garden zu veröffentlichen. Der erste Katalog erschien 1855.
Im Jahre 1896 wurde der Unternehmensgründer von der Royal Horticultural Society mit der Victorian Medal of Honour ausgezeichnet. William Thompson starb 1903 im Alter von 80 Jahren. Sein langjähriger Geschäftspartner John Morgan kooperierte ab 1913 mit Joseph Sangster, der den 2.000 Pflanzennamen im Thompson & Morgan Katalog noch weitere 4.000 hinzufügte. Seit 1939 agiert Thompson & Morgan als Limited Company. 1973 expandierte die Firma und vergrößerte ihr Vertriebszentrum in Poplar Lane in Ipswich. Thompson & Morgan Limited wurde im Mai 2002 an einen privaten Unternehmer verkauft.

## Übersicht
Das Unternehmen bietet seine Produkte über Versandkataloge, das Internet und den Einzelhandel an. Das gesamte T&M-Sortiment mit über 8.000 Produkten wird auf den Webseiten vorgestellt. Samenkataloge werden heute weltweit in 163 Länder versandt. Thompson-&-Morgan-Samen sind im Einzelhandel in den folgenden Ländern erhältlich: Großbritannien, Irland, Frankreich, Deutschland, den Niederlanden, Belgien, Italien, Österreich, Schweiz, Griechenland, Türkei, Norwegen, Dänemark, Finnland, Schweden, Vereinigten Staaten, Kanada, Korea und Japan.  Der erste Thompson & Morgan Katalog entstand im Jahre 1855. Heute werden über 20 verschiedene Kataloge für den  englischen, amerikanischen, französischen und deutschen Markt erstellt.